# 四甲醇碲
四甲醇碲是一种碲化合物，化学式为Te(OCH3)4。它可由四氯化碲在四氢呋喃中和三乙胺与甲醇反应得到，或直接与甲醇钠反应制得。它可以通过减压下的升华来提纯。